# Claudio Dalla Zuanna
Claudio Dalla Zuanna, S.C.I. (7 de novembro de 1958) é um prelado argentino da Igreja Católica com atuação em Moçambique, atual arcebispo da Beira.

## Biografia
De uma família de emigrantes italianos, nasceu na Argentina. Seus pais regressaram em San Nazario, à Itália quando ainda era criança. Entrou no Noviciado da Congregação dos Sacerdotes do Sagrado Coração de Jesus em 1978, na Itália. Fez a profissão perpétua em 1982 e foi ordenado padre dois anos depois.
Em 1985 vai para Moçambique, tendo desenvolvido atividade inicialmente na diocese de Gurué. De 1988 a 1997 foi Mestre dos professos em Maputo, pároco de São Francisco de Assis em Infulene, Coordenador da Comissão dos Formadores dos Religiosos de Moçambique e Conselheiro Provincial.
O Papa Bento XVI o nomeou como novo Arcebispo da Beira em 29 de junho de 2012. Recebeu a ordenação episcopal em 7 de outubro seguinte de Dom Lúcio Andrice Muandula, bispo de Xai-Xai, coadjuvado por Dom Francisco Chimoio, O.F.M. Cap., arcebispo de Maputo e Dom Jaime Pedro Gonçalves, arcebispo emérito da Beira.